# デイブ・フォーニー
デイブ・フォーニー(Dave Forney)ことジョージ・デイヴィッド・フォーニー・ジュニア（George David Forney Jr.、1940年3月6日 - ）は、アメリカ合衆国の電気工学者、情報工学者である。電気通信システム理論、特に符号理論や情報理論において多大な貢献をした。

## 生涯
フォーニーはプリンストン大学で電気工学を学び、1961年にsumma cum laudeの成績で卒業して学士号(B.S.E.)を取得した。その後、マサチューセッツ工科大学に進学し、1963年に修士(M.S.)、1965年に博士(Sc.D.)の学位を取得した。博士論文は連接符号のアイデアに関するものだった。
1965年にコーデックス（現 ヴァンガード・マネージド・ソリューションズ）に入社した。フォーニーは、世界初の量産型の9600bpsモデムを設計し、1971年に発売された。1971年に1年間スタンフォード大学の客員研究員となった。翌1972年にコーデックスに戻った後は、研究開発担当ヴァイスプレジデントを務めた。コーデックスは1977年にモトローラに買収され、フォーニーは1980年にモトローラの情報システム部門ヴァイスプレジデントとなった。1990年にモトローラを退社し、マサチューセッツ工科大学の客員教授となった。

## 評価
フォーニーは、ビタビアルゴリズムの重要性を最初に指摘したことで高く評価されており、その論文は広く引用されている。フォーニーによるビタビアルゴリズムや符号理論に関する研究は、現代のデジタルモデムの設計に大きな影響を与えた。

## 賞と栄誉
- IEEEドナルド・G・フィンク賞論文賞（英語版）（1990年、2009年）[4]
- IEEEエジソンメダル（1992年）[5]
- クロード・E・シャノン賞（1995年）[6]
- 技術革新ゴールデン・ジュビリー賞（1998年）[7]
- マルコーニ賞（1997年）
- IEEE栄誉賞（2016年）[8]
- 全米技術アカデミー会員（1989年）
- 米国科学アカデミー会員（2003年）